# タムビーチ
タムビーチ（Tambeach）はイタリア発祥の球技。タンバリンを原型とするバットを使用し、砂上でプレーする。
類似したスポーツとして、タンブレロ（Tamburello）・タンブレリ（Tambourelli）・タンブレウ（Tamboreu）などがある。

## タムビーチの歴史
イタリアのシチリア島、ラグーザ地方の地元スポーツ愛好家の間で始められたと伝えられている。最初の選手権が行われたのは30年以上前にも遡り、その後ラグーザ沿岸地区から近郊のシクリ、モーディカ、ポッツァッロ地方へと徐々に広まっていった。
1996年、イタリアタンブレロ協会がタンブレロ100周年を記念して、選手権大会を開催した時に、アウトドア・タンブレロ、インドア・タンブレロに加えて、タムビーチが正式種目として認定、公式ルールが制定された。
その結果、シチリア島のみでプレーされていたタム・ビーチも、イタリア南部のサルディニア島やカラブリア州に伝わり、次第にイタリア本島にまで広まっていった。その後イタリア北部のリグーリア、エミリア＝ロマーニャ、ロンバルディア地方へと拡大していき、ベルガモでは、シチリア島外での初のタム・ビーチ大会が開催された。また1996年は、タム・ビーチが海を渡り、9月にドイツのケルンで初のイタリア国外でのタム・ビーチ大会が開催された重要な年でもある。
その年を境に、タムビーチはイタリア国内のさまざまな地域でプレーされ、現在海外でも徐々に競技されるようになった。2007年9月には初のスペインでのタムビーチ大会が開催された。（イタリア協会　HP　参照/）

## 道具とコートサイズ
砂浜で中央にネットを張った長方形のコートを使用する。コートサイズは シングルが縦24m、横7.5m、タブルスは縦24m、横11m、ネットの高さは両方とも2m10cm。（図1参照）
バット、ボール共にインドア・タンブレロで使用されるものと同じものを使用するが、アウトドア・タンブレロ、インドア・タンブレロ、のように選手のポジションは定められていない。

## タムビーチの基本ルール
相手コートへの返球回数は一回のみで、相手コートにボールを決めた場合に1得点となるラリーポイント制。1セットは12点先取で勝ちとなる。タイブレイクの場合、2点差以上がセット勝利の条件となる。3セットマッチ で2セットを先取したチームが勝ち。
サービスはコート・エンドラインの後方からボールを打ち、ネットの向こう側の相手コート内へ向けてサーブする。シングルスでは相手コート内どこでもサーブできるが、ダブルスでは対角線上の相手へサーブしなければならない。1回のサービス権に対して2回サーブでき、サービス権は2回で、相手側へ交代する。ただしタイブレークになった場合、サービス権は1回ずつで交代する。
ダブルスでは一番初めのサーブは左側エンドラインから行われ、次からのファーストサービスは右側エンドラインの後方から、セカンドサービスは左側エンドラインの後方から行われる。（図2参照） 